# 刺翅蛾科
刺翅蛾科（学名：Acanthopteroctetidae）是鳞翅目下的一个科。

## 下属分类
本科包括以下属：
- 刺翅蛾属 Acanthopteroctetes Braun, 1921
- Catapterix Zagulajev & Sinev, 1988